# Dacryodes chimantensis
Dacryodes chimantensis är en tvåhjärtbladig växtart som beskrevs av Steyerm. & Maguire. Dacryodes chimantensis ingår i släktet Dacryodes och familjen Burseraceae. Inga underarter finns listade i Catalogue of Life.